# The Sleeping Prince
The Sleeping Prince és una obra de teatre del dramaturg britànic Terence Rattigan, estrenada en 1953, concebuda per coincidir amb la coronació de la reina Elisabet II del Regne Unit el mateix any. Ambientada a Londres el 1911, narra la història de Mary Morgan, una jove actriu que coneix i finalment captiva al príncep Carles de Carpàtia, que es creu que es va inspirar en Carol II de Romania.

## Argument
Londres, juny de 1911. Jordi V serà coronat el 22 d'aquest mes, i molts dignataris convidats a la cerimònia comencen a arribar. Entre ells està el rei Nicolau de Carpàcia i el seu pare, el príncep regent Carles. El govern britànic coneix la importància del petit regne en el joc polític europeu i vol guanyar-se el favor del seu sobirà. Per a això, els situen en un luxós hotel. Un funcionari del Govern britànic porta al príncep Carles a una funció teatral. En l'entreacte, el príncep és portat després de l'escenari per a saludar als artistes. Allí, ell es mostra especialment interessat per Mary, per la qual se sent captivat.

## Representacions destacades
- Phoenix Theatre, Londres, 1953.[4]
  - Intèrprets: Laurence Olivier (Regent), Vivien Leigh (Mary).

- Coronet Theatre, Broadway, 1956.[5]
  - Direcció: Michael Redgrave
  - Intèrprets: Michael Redgrave (Regent), Barbara Bel Geddes (Mary) i Cathleen Nesbitt.

- Teatre Recoletos, Madrid, 1957 (traduïda com El Príncipe durmiente).[6]
  - Traducció: Diego Hurtado.
  - Adaptació: Víctor Ruiz Iriarte.
  - Intèrprets: Enrique Diosdado, Mary Carrillo, Amelia de la Torre, Agustín Povedano, Carmen Seco, Gracita Morales.

- Teatre Muñoz Seca, Madrid, 2002.[7]
  - Adaptació: Vicente Molina Foix.
  - Direcció: Francisco Vidal.
  - Intèrprets: Emilio Gutiérrez Caba, María Adánez, Paca Ojea, Tomás Sáenz, Cipriano Lodosa, Alejandro Arestegui

## Versió cinematogràfica
El 1957 es va estrenar sota el títol d'El príncep i la corista, dirigida pel mateix Olivier i protagonitzada per ell amb Marilyn Monroe